# Апстрактна фабрика (пројектни узорак)
Апстрактна фабрика је објектно-оријентисани пројектни узорак. Сврха апстрактне фабрике је да пружи заједнички интерфејс за групу сличних објекта, без прављења конкретних класа. Клијент "не види" конкретне класе производа, већ га интересује само конкретан резултат.

## Учесници

### Апстрактна фабрика
Садржи чисте виртуелне функције(методе) за креирање свих конкретних производа.

### Конкретна фабрика
Наслеђује апстрактну фабрику(интерфејс) и имплементира методе за креирање конкретних производа. Могу да постоје више различитих конкретних фабрика.

### Апстрактни производ
Декларише интерфејс за одређени тип производа.

### Конкретни производ
Наслеђује и имплементира интерфејс апстрактног производа и дефинише производ који ће бити креиран помоћу одговарајуће фабрике.

## Примери

### C++
```
#include
 
<iostream>

class
 
ApstraktniProizvod
{

public
:

    
virtual
 
void
 
use

 
=
 
0
;

};

class
 
KonkretniProizvodA
 
:
 
public
 
ApstraktniProizvod
{

public
:

    
void
 
use

 
{

        
std
::
cout
 
<<
 
"Koristim KonkretniProizvodA."
 
<<
 
std
::
endl
;

    
}

};

class
 
KonkretniProizvodB
 
:
 
public
 
ApstraktniProizvod
{

public
:

    
void
 
use

 
{

        
std
::
cout
 
<<
 
"Koristrim KonkretniProizvodB."
 
<<
 
std
::
endl
;

    
}

};

class
 
ApstraktnaFabrika
{

public
:

    
virtual
 
ApstraktniProizvod
*
 
getProizvod

 
=
 
0
;

};

class
 
KonkretnaFabrikaA
 
:
 
public
 
ApstraktnaFabrika
{

public
:

    
ApstraktniProizvod
*
 
getProizvod

 
{

        
return
 
new
 
KonkretniProizvodA
;

    
}

};

class
 
KonkretnaFabrikaB
 
:
 
public
 
ApstraktnaFabrika
{

public
:

    
ApstraktniProizvod
*
 
getProizvod

 
{

        
return
 
new
 
KonkretniProizvodB
;

    
}

};

int
 
main

 
{

    
ApstraktnaFabrika
*
 
fa
 
=
 
new
 
KonkretnaFabrikaA
;

    
ApstraktnaFabrika
*
 
fb
 
=
 
new
 
KonkretnaFabrikaB
;

    
ApstraktniProizvod
*
 
pa
 
=
 
fa
->
getProizvod
;

    
ApstraktniProizvod
*
 
pb
 
=
 
fb
->
getProizvod
;

    
pa
->
use
;

    
pb
->
use
;

return
 
0
;

}

```